# Yao (etnia)
Yao (em  chinês tradicional: 瑶族; chinês simplificado: 瑶族; pinyin: Yáozú) e um grupo étnico que teve origem no sul da China. Eles formam uma das 56 nacionalidades oficialmente reconhecidas pela República Popular da China, e  aproximadamente 3 100 000 pessoas, de acordo com o recenseamento chinês de 2010. 